# Bonifatius Sauer
Pour les articles homonymes, voir Sauer.

Armes de Mgr Sauer.

Bonifatius Sauer O.S.B., né Joseph Sauer le 10 janvier 1877 à Oberufhausen, dans la commune d'Eiterfeld et mort le 7 février 1950 à Pyongyang (en Corée), est un bénédictin missionnaire de Sainte-Odile allemand, fondateur de la mission bénédictine de Corée et vicaire apostolique. Il est reconnu comme Serviteur de Dieu depuis le 10 mai 2007 en tant que martyr avec trente-cinq autres martyrs de la Foi en Corée. Sa devise était Cruce et regula.

## Biographie
Joseph Sauer naît en 1877 à Oberrufhausen dans la famille d'un agriculteur. À cause de la maladie de son père, il doit quitter le Gymnasium royal de la cathédrale de Fulda, une fois son certificat d'études moyennes obtenu. Il entre en 1899 chez les bénédictins missionnaires de Sainte-Odile et prononce ses vœux le 4 février 1900, prenant le nom de Bonifatius (en l'honneur de saint Boniface, apôtre des Germains). Il poursuit ensuite ses études de philosophie et de théologie à Dillingen, puis il est ordonné prêtre à Dillingen, le 26 juin 1903, et il est nommé à la tête de la maison d'études des bénédictins de Sainte-Odile, le Bonifatiuskolleg. La maison de Dillingen est élevée en 1906 au statut de prieuré et il en devient le premier prieur.
En 1908, le vicaire apostolique de Corée, le Français Gustave-Charles-Marie Mutel M.E.P., se rend à l'archi-abbaye de Sainte-Odile, afin de recruter de jeunes missionnaires pour sa mission. L'archi-abbé, le T.R.P. Norbert Weber (de) en choisit quelques-uns, dont Bonifatius Sauer, qui part le 11 janvier 1909. Il arrive en Corée à la fin du mois de février avec son confrère Dominikus Enshoff et implante un nouveau couvent au nord de Séoul, qui est inauguré le 6 décembre 1909 avec deux autres prêtres et quatre frères. Celui-ci obtient le statut de prieuré une semaine plus tard et il est placé sous le vocable de saint Benoît ; Bonifatius Sauer sera à sa tête le 15 mai 1913. Il reçoit la bénédiction abbatiale le 8 juillet 1913 à Sainte-Odile des mains de Mgr Maximilien de Lingg. Le couvent de Séoul comprend un séminaire et une école formant des apprentis artisans. Le 25 août 1920, Bonifatius Sauer est nommé par le pape Benoît XV vicaire apostolique de Wonsan  et évêque in partibus d'Appiaria (de). Il est sacré évêque le 1er mai 1921 à la cathédrale de Séoul par Mgr Mutel . En vingt ans, il fonde plus d'une douzaine de paroisses dotées chacune d'une école reconnue par le gouvernement. En 1927, il fonde une nouvelle maison au nord de la Corée à Tokwon, près du port de Wonsan. Il est élu à la tête de cette nouvelle maison (devenue abbaye territoriale) en janvier 1940 et devient en même temps vicaire apostolique de Kanko (en).
Depuis son arrivée en Corée, Bonifatius Sauer maintient de bons rapports avec les autorités japonaises (en 1905, la Corée devient un protectorat de l'empire du Japon et en 1910 elle est annexée à l'Empire). Il apprend rapidement la langue japonaise, alors que le coréen lui sera toujours difficile.
Avec la défaite du Japon, puis l'occupation des troupes soviétiques de la Corée du Nord, les Coréens communistes dirigés par Kim Il-sung décident d'éradiquer le catholicisme de leur territoire. Pendant la nuit du 9 au 10 mai 1949, le couvent de Tokwon est pris d'assaut par la police secrète communiste coréenne et Mgr Sauer aussitôt envoyé en prison avec ses bénédictins. Un simulacre de procès pour complot anti-communiste lui est intenté et il est condamné aux travaux forcés dans un camp à régime spécial. L'évêque souffre terriblement d'asthme et c'est un jeune confrère, Gregor Giegerich (1913-1950), qui s'occupe de lui dans les trois derniers mois précédant sa mort. Il ne peut plus dormir à cause de la douleur. Il meurt d'épuisement, après avoir sombré pendant deux jours dans un coma métabolique, le 7 février 1950 à six heures, dans une prison de Pyongyang, trois jours avant son jubilé des noces d'or,. Le lieu de son inhumation est inconnu.

## Succession apostolique
Bonifatius Sauer a ordonné les évêques suivants :
- Évêque Francis Hong Yong-ho (1944)

## Procès en béatification
Le 10 mai 2007, cinquante-huit ans après l'assaut du couvent de Tokwon, l'abbé-évêque sud-coréen, Mgr Simon Peter Ri (abbé de Waegwan) ouvre le procès en béatification de Mgr Sauer et de ses compagnons. Le postulateur est le P. Eduardo Lopez-Tello O.S.B., de la congrégation de Sainte-Odile, dozent de l'athénée Saint-Anselme de Rome, assisté de deux vice-postulateurs, les PP. Willibrord Driever et Sabbas Ri.
L'Église catholique reconnaît Bonifatius Sauer au martyrologe des martyrs allemands du XXe siècle.